# 宮古郵便局 (沖縄県)
宮古郵便局（みやこゆうびんきょく）は沖縄県宮古島市にある郵便局。民営化前の分類では集配普通郵便局であった。

## 概要
住所：〒906-8799 沖縄県宮古島市平良西里782-7
宮古諸島で唯一、明治期に開設された郵便局であり、民営化後に併設された郵便事業宮古島支店を含め、現在に至るまで地域郵便事業の中心的な役割を果たし続けている。戦後、沖縄返還前は宮古中央郵便局を名乗っていた時期もあった。

## 沿革
- 1882年（明治15年）11月27日 - 宮古島郵便局（五等）として開設[1]。
- 1893年（明治26年）6月1日 - 為替・貯金取扱を開始。
- 1945年（昭和20年） - 沖縄が、米軍統治下に入る。
- 1945年（昭和20年）12月14日 - 宮古郵便局に改称。
- 1950年（昭和25年）4月1日 - 宮古中央郵便局に改称。
- 1952年（昭和27年）4月1日 - 琉球政府発足により、同政府郵政局（のちの琉球郵政庁）管轄下に入る。
- 1966年（昭和41年）9月1日 - 宮古郵便局に改称。
- 1972年（昭和47年）5月15日 - 沖縄返還に伴い、郵政省沖縄郵政管理事務所管轄の集配普通郵便局[2] である沖縄宮古郵便局として設置[3]。
- 1983年（昭和58年）11月 - 局舎新築。
- 1998年（平成10年）9月1日 - 外国通貨の両替および旅行小切手の売買に関する業務取扱を開始。
- 1999年（平成11年）6月28日 - 宮古郵便局に改称。
- 2002年（平成14年）10月28日 - 平良市西里183から同782-7に移転。
- 2005年（平成17年）4月4日 - 池間、城辺（ぐすくべ）、下地、上野の各郵便局からそれぞれ「906-04xx」「906-01xx」「906-03xx」「906-02xx」区域の集配業務を移管[4]。
- 2006年（平成18年）9月11日 - 伊良部郵便局から「906-05xx」区域の集配業務を移管。
- 2007年（平成19年）3月5日 - 多良間郵便局から「906-06xx」区域の集配業務を移管。
- 2007年（平成19年）10月1日 - 民営化に伴い、併設された郵便事業宮古島支店に一部業務を移管。
- 2012年（平成24年）10月1日 - 日本郵便株式会社の発足に伴い、郵便事業宮古島支店を宮古郵便局に統合。

## 歴史
太平洋戦争中の1945年（昭和20年）4月1日、アメリカ軍の攻撃を受け平良町市街地の多くは焼失したが、郵便局の建物は被害が少なかったため郵便業務は継続された。しかしながら島外との郵便輸送は八重山郵便局との間のみに限られた。同年12月8日、宮古諸島が米国軍政府の統治下に入ったことから郵便局も宮古支庁（後の宮古民政府）の管轄となった。これに伴いそれまでの宮古郵便局は一旦閉局となり、12月14日に新たに宮古郵便局として開局した。
終戦後に日本本土や沖縄本島との無線通信が途絶えており、1945年（昭和20年）8月に発足した沖縄諮詢会が琉球列島米国軍政府に対して交信の回復を求めたものの実現しなかったため、郵便局独自で旧日本軍から払い下げられた機器を利用し1946年（昭和21年）2月1日に八重山との交信に成功した。後に鹿児島県や福岡県との交信にも成功し、1950年（昭和25年）1月5日に至るまで沖縄と日本本土とを結ぶ重要な無線通信拠点であった。
終戦後しばらくの間は日本政府発行の切手等が使用されていたが、引き上げ者が日本政府の切手を持ち込んだ場合に郵便局の収入とならないため、1946年（昭和21年）2月1日から宮古群島郵便局長富山常仁の印を押した富山印切手のみ使用可能となった。新たに日本から取り寄せた切手にも同様に捺印され、1947年（昭和22年）11月1日に第2次富山印切手として発売された。1948年（昭和23年）4月1日の郵便料金改定に伴い一部の切手が不足したため、金額印と富山印の両方を捺印した第3次富山印切手も発売された。また、収入印紙についても同様に捺印された富山印収入印紙が発行されている。
日本本土との郵便は1946年（昭和21年）7月に、南西諸島内の郵便は同年9月に再開されたが、郵便物の輸送は戦車揚陸艦に頼り3か月に1便程度の頻度であった。1947年（昭和22年）11月1日、業務効率化のため宮古島内の集配業務は宮古郵便局に集約されたが、1951年（昭和26年）7月1日には城辺郵便局と下地郵便局で集配業務が再開されている。1950年（昭和25年）4月1日から琉球郵政庁の配下となった。沖縄返還に伴い、1972年（昭和47年）5月14日にそれまでの宮古郵便局は閉局となり、翌日から新しい宮古郵便局として開局している。

## 取扱内容
- 郵便、印紙、ゆうパック、内容証明
- 貯金、為替、振替、振込、国際送金、外貨両替・トラベラーズチェック、国債、投資信託
- 生命保険、バイク自賠責保険、自動車保険、変額年金保険
- ゆうちょ銀行ATM
- 「906-00xx」「906-01xx」「906-02xx」「906-03xx」「906-04xx」「906-05xx」（宮古島市全域）および「906-06xx」区域（宮古郡多良間村全域）の集配業務
- ゆうゆう窓口

## 周辺
- 沖縄県立宮古高等学校
- 沖縄県立宮古病院
- 国道390号

## アクセス
- 宮古空港ターミナルビルから北西へ約3.5 km、平良港フェリー乗り場から南東へ約2km
- 駐車場あり：25台
- 共和バス・八千代バス・タクシー宮古郵便局前バス停